# ФК „Шериф“
ФК Шериф (на молдовски: Fotbal Club Sheriff Tiraspol) е от откъсналата се република приднестровски футболен клуб от град Тираспол, част от Молдова.
Неизменен шампион на Молдова от 2001 г. до 2010 г. 7-кратен носител на купата на Молдова. Отборът е 2-кратен победител в турнира Купа на съдружествата – през 2003 и 2009 г.

## История
Клубът е собственост на компания „Шериф“. Основан през лятото на 1996 г. в Приднестровието, под името „Тирас“, на 4 април 1997 е прекръстен на „Шериф“, участва в шампионата на Молдова по футбол, домакинските мачове провежда в спортния комплекс „Шериф“, открит през 2002 г. Клубът е основан от Виктор Гушан и Иля Казмали, бивши членове на КГБ. 
От 2001 отборът е хегемон в шампионата на Молдова, като печели 9 титли. От 2001/02 до 2008/09 тимът участва във втори предварителен кръг на Шампионската лига. През 2008/09 и 2009/10 молдовците успяват да стигнат до трети кръг. През 2010/11 „Шериф“ стигат до груповата фаза на Лига Европа, като отстраняват Динамо Загреб след дузпи в Шампионска лига, но впоследствие губят плейофа срещу Базел и отпадат в Лига Европа. Герой за отбора в мача с „Динамо“ става българинът Владислав Стоянов. През 2012 отборът чества 15 години от съзадаването си и избира най-добрите 11 в историята на клуба.
През 2021 Шериф става първият молдовски отбор, който участва в груповата фаза на Шампионска Лига, след като отстранява Динамо Загреб, като го побеждава в първия мач с 3:0, а вторият завършва 0:0.

## Срещи с български отбори
„Шериф“ се е срещал с български отбори в приятелски срещи.

### „Левски“
С „Левски“ се е срещал един път в приятелски мач. Той се играе на 7 февруари 2010 г. в кипърския курортен град Агия Напа и завършва 3 – 0 за „Шериф“.

### „Лудогорец“
С „Лудогорец“ се е срещал два пъти в приятелски мачове. Първият се играе на 25 януари 2013 г. в турския курортен град Белек и завършва 3 – 1 за „Лудогорец“. Вторият се играе на 28 януари 2014 г. в турския курортен град Белек и завършва 1 – 0 за „Шериф“.

## Успехи

### В националните първенства
- Национална дивизия на Молдова:
  -  Шампион (21): 2000/01, 2001/02, 2002/03, 2003/04, 2004/05, 2005/06, 2006/07, 2007/08, 2008/09, 2009/10, 2011/12, 2012/13, 2013/14, 2015/16, 2016/17, 2017, 2018, 2020/21, 2021/22, 2022/23
  -  Второ място (3): 1999/00, 2010/11, 2023/24
  -  Трето място (1): 2014/15
- Купа на Молдова:
  -  Носител (12): 1998/99, 2000/01, 2001/02, 2005/06, 2007/08, 2008/09, 2009/10, 2014/15, 2016/17, 2018/19, 2022/23, 2024/25
  -  Финалист (3): 2003/04, 2013/14, 2020/21
- Суперкупа на Молдова:
  -  Носител (4): 2003, 2004, 2005, 2007
  -  Финалист (2): 2012, 2014
- А дивизия на Молдова: (2 ниво)
  -  Шампион (1): 1997/98
- Б дивизия на Молдова: (3 ниво)
  -  Шампион (1): 1996/97

## Международни
- Купа на общността:
  -  Носител (2): 2003, 2009
- Турнир в памет на Валерий Лобановски:
  -  Финалист (1): 2004

### В европейските турнири
Шампионска лига
| Сезон       | Кръг     | Противник          | Домакинство | Гостуване                | Общ резултат             |
| ----------- | -------- | ------------------ | ----------- | ------------------------ | ------------------------ |
| 2001 – 2002 | 1        | Спартак (Ереван)   | 6 – 0       | 2 – 0                    | 6 – 2                    |
| 2001 – 2002 | 2        | Андерлехт          | 1 – 2       | 0 – 4                    | 1 – 6                    |
| 2002 – 2003 | 1        | ФК Астана-64       | 2 – 1       | 2 – 3                    | 4 – 4                    |
| 2002 – 2003 | 2        | ГАК                | 0 – 2       | 1 – 4                    | 1 – 6                    |
| 2003 – 2004 | 1        | Флора (Талин)      | 1 – 0       | 1 – 1                    | 2 – 1                    |
| 2003 – 2004 | 2        | Шахтьор (Донецк)   | 0 – 0       | 0 – 2                    | 0 – 2                    |
| 2004 – 2005 | 1        | Жонес Еш           | 2 – 0       | 0 – 1                    | 2 – 1                    |
| 2004 – 2005 | 2        | Русенборг БК       | 0 – 2       | 1 – 2                    | 1 – 4                    |
| 2005 – 2006 | 1        | ФК Слима Уондърърс | 2 – 0       | 4 – 1                    | 6 – 1                    |
| 2005 – 2006 | 2        | Партизан (Белград) | 0 – 1       | 0 – 1                    | 0 – 2                    |
| 2006 – 2007 | 1        | Пюник              | 2 – 0       | 0 – 0                    | 2 – 0                    |
| 2006 – 2007 | 2        | ФК Спартак Москва  | 1 – 1       | 0 – 0                    | 1 – 1                    |
| 2007 – 2008 | 1        | ФК Рейнджърс       | 2 – 0       | 3 – 0                    | 5 – 0                    |
| 2007 – 2008 | 2        | Бешикташ           | 0 – 1       | 0 – 3                    | 0 – 4                    |
| 2008 – 2009 | 1        | Актобе             | 4 – 0       | 0 – 1                    | 4 – 1                    |
| 2008 – 2009 | 2        | Спарта (Прага)     | 0 – 1       | 0 – 2                    | 0 – 3                    |
| 2009 – 2010 | 2        | ФК Интер Турку     | 1 – 0       | 1 – 0                    | 2 – 0                    |
| 2009 – 2010 | 3        | Славия Прага       | 0 – 0       | 1 – 1                    | 1 – 1                    |
| 2009 – 2010 | Play-off | ФК Олимпиакос      | 0 – 2       | 0 – 1                    | 0 – 3                    |
| 2010 – 2011 | 2        | Динамо (Тирана)    | 3 – 1       | 0 – 1                    | 3 – 2                    |
| 2010 – 2011 | 3        | Динамо (Загреб)    | 1 – 1       | 1 – 1 (след продължения) | 2 – 2 (6 – 5 след дузпи) |
| 2010 – 2011 | Плей-офф | ФК Базел           | 0 – 1       | 0 – 3                    | 0 – 4                    |

- Участия (10): 2001 – 2002, 2002 – 2003, 2003 – 2004, 2004 – 2005, 2005 – 2006, 2006 – 2007, 2007 – 2008, 2008 – 2009, 2009 – 2010, 2010 – 2011
- Най-добро класиране:

Плей-офф (1): 2010 – 2011
Общо в Шампионска лига: 44 мача (14 победи, 9 равни, 21 загуби)
Лига Европа (Купа на УЕФА)
| Сезон       | Кръг    | Противник            | Домакинство | Гостуване | Общ резултат |
| ----------- | ------- | -------------------- | ----------- | --------- | ------------ |
| 1999 – 2000 | 1       | Сигма Оломоуц        | 1 – 1       | 0 – 0     | 1 – 1        |
| 2000 – 2001 | 1       | Олимпия (Любляна)    | 0 – 0       | 0 – 3     | 0 – 3        |
| 2009 – 2010 | Група H | Стяуа Букурещ        | 1 – 1       | 0 – 0     | 1 – 1        |
| 2009 – 2010 | Група H | Фенербахче           | 0 – 1       | 0 – 1     | 0 – 2        |
| 2009 – 2010 | Група H | Твенте               | 2 – 0       | 1 – 2     | 3 – 2        |
| 2010 – 2011 | Група E | АЗ Алкмар            | 1 – 1       | 1 – 2     | 2 – 3        |
| 2010 – 2011 | Група E | Динамо Киев          | 2 – 0       | 0 – 0     | 2 – 0        |
| 2010 – 2011 | Група E | БАТЕ Борисов         | 0 – 1       | 1 – 3     | 1 – 4        |
| 2011 – 2012 | 2       | Железничар (Сараево) | 0 – 0       | 0 – 1     | 0 – 1        |

- Участия (4): 1999 – 2000, 2000 – 2001, 2009 – 2010, 2010 – 2011
- Най-добро класиране:

Групова фаза (2): 2009 – 2010, 2010 – 2011
Общо в Лига Европа: 18 мача (2 победи, 8 равенства, 8 загуби)

## Идеалната единадесеторка
През 2012, по случай 15-годишнината от основаването на Шериф, е съставен най-добър състав в историята на клуба, избран от легендата на Шериф Важа Тархнишвили. Две от местата остават празни. Съставът е следният:
- Сергей Перхун
- Чиди Одиа
- Надсон
- Важа Тархнишвили
- Фернандо Перейра Уалас
- Джордже Флореску
- Станислав Иванов
- Сергей Даду
- Сергей Рогачев

## Известни играчи
- Сергей Перхун
- Чиди Одиа
- Александър Епуряну
- Давид Муджири
- Разван Кочиш
- Джордже Флореску
- Сергей Даду
- Сергей Рогачев
- Важа Тархнишвили
- Ибрахим Гнану
- Кристиян Тудор

## Български футболисти
- Владислав Стоянов: 2010/12 (46 мача - 0 гола)
- Георги Георгиев: 2013/15 (0 мача - 0 гола)
- Исмаил Иса: 2013/15 (45 мача - 12 гола)
- Божидар Митрев: 2015/17 (7 мача - 0 гола)
- Иван Дюлгеров: 2025/ (0 мача - 0 гола)